# Stonefire Grill
Stonefire Grill é uma rede americana de restaurantes de fast casual que atende a Grande Los Angeles e o Condado de Ventura, na Califórnia. O restaurante também administra um negócio de buffet. Sua sede fica em Agoura Hills, Califórnia.

## História
O restaurante foi fundado pelas irmãs Mary e Maureen Harrigan em 2000. Elas cresceram em uma família de onze pessoas e criaram o restaurante em homenagem à mãe, Mary Lou. A rede foi adquirida pela empresa de capital privado Goode Partners, LLC. A empresa abriu sua primeira unidade no Inland Empire, em Rancho Cucamonga, em 2017. Em fevereiro de 2018, um carro bateu acidentalmente no pátio de um restaurante em Valencia, sem causar ferimentos, pois ninguém estava comendo no pátio quando o carro bateu.

## Cardápio
Os itens vendidos pelo restaurante incluem: molho de espinafre, nachos, frango quente, sopa de tortilha, couve-flor, tacos, breadsticks, salada cobb, salada caesar, salada de jardim, tri-tip, riblets, frango assado, filé de salmão, fettuccine Alfredo, pesto, marinara, rigatoni com molho bolonhesa, macarrão com queijo, pizza, pizza havaiana, molho francês, sanduíche club, submarino chimichurri, cheeseburger, creme de milho, purê de batata, salada de repolho e salada de batata, bolo de cenoura, cheesecake e brownie de chocolate. O restaurante incorpora sua carne de ponta tripla em muitos de seus itens originais. Muitos pratos são inspirados na culinária Tex-Mex ou mexicana.

## Localizações
O Stonefire Grill tem 12 restaurantes, todos no sul da Califórnia. Dois dos doze estão no condado de Ventura, e há três no condado de Orange. Há também um local em Rancho Cucamonga, no condado de San Bernardino. Os cinco restantes estão no condado de Los Angeles. O local em Lakewood é um edifício de 1966 projetado por Maxwell Starkman.

## Filantropia
Em 2009, o Stonefire Grill ofereceu a mais de 50 crianças de um abrigo local um jantar com bufê e cartões-presente de US$ 100. Em 2013, o restaurante doou “uma porção generosa” de suas receitas diárias para o Centro de Imagens de Mama do Henry Mayo Newhall Memorial Hospital em Valencia, Califórnia.